# Saint-Hilaire (Lot)
Saint-Hilaire is een gemeente in het Franse departement Lot (regio Occitanie) en telt 75 inwoners (2009). De plaats maakt deel uit van het arrondissement Figeac.

## Geografie
De oppervlakte van Saint-Hilaire bedraagt 8,3 km², de bevolkingsdichtheid is dus 9 inwoners per km².
De onderstaande kaart toont de ligging van Saint-Hilaire (Lot) met de belangrijkste infrastructuur en aangrenzende gemeenten.

## Demografie
Onderstaande figuur toont het verloop van het inwonertal (bron: INSEE-tellingen).

1. ↑  Populations de référence 2022.